# ポール・ハーフース
ポール・ハーフース（Paul Haarhuis, オランダ語発音: [ˈpɑu̯l ˈɦaːr.ɦœy̯s] 英語発音: [ˈpɔːl ˈhɑːhuɪz]; 1966年2月19日 - ）は、オランダ・アイントホーフェン出身の男子プロテニス選手。長年にわたりダブルスの名手として活躍し、同じオランダのヤッコ・エルティンとペアを組んで、男子ダブルス4大大会すべて優勝する「キャリア・グランドスラム」を達成した。彼らのライバルにはオーストラリアペアの「ウッディーズ」がいて、2人と「ウッディーズ」は1990年代の男子テニス界を代表するダブルスペアとして数々の名勝負を繰り広げた。1996年ウィンブルドン選手権男子シングルス優勝者になったリカルト・クライチェクも、同世代のオランダ人選手である。ハーフースの自己最高ランキングはシングルス18位、ダブルス1位。ATPツアーでシングルスは1勝と少ないが、ダブルスで54勝を挙げた。身長187cm、体重80kg、右利き。“Haarhuis”という名前の読み方が分かりづらく、日本語表記も「ハールフース」などの揺れが多い。実際にオランダ語の"ui"は"/œy/"という音韻を表し、これを日本語に正確に転写することはできない。

## 来歴
ハーフースはフロリダ州立大学で経済学の学位を取得した後、1988年から22歳という遅い年齢で競技経歴を始めた。1989年にプロ入りし、4大大会デビュー戦となった1989年全仏オープンでいきなり本戦3回戦に進出する。同年の全米オープンで、ハーフースは2回戦で第4シードのジョン・マッケンローを6-4, 4-6, 6-3, 7-5で破り、アーロン・クリックステインとの4回戦まで勝ち進んだ。1990年から男子テニス国別対抗戦デビスカップオランダ代表選手となり、以後2005年まで16年間デビスカップに連続出場を果たす。この年は全仏オープンとウィンブルドン選手権で2大会連続の3回戦進出があった。1991年全米オープンで、ハーフースはシングルスのベスト8に入り、世界的な名声を獲得する。3回戦で第1シードのボリス・ベッカーを6-3, 6-4, 6-2で破ったハーフースは、続く4回戦でカール・ウーベ・シュテープを破ったが、準々決勝で39歳のジミー・コナーズに6-4, 6-7, 4-6, 2-6で敗れた。これがハーフースの4大大会シングルス自己最高成績である。彼が日本のテニスファンに“名前の読み方が分かりにくい選手”として知られるようになったのも、この頃からであった。ハーフースは1992年バルセロナ五輪にオリンピックのオランダ選手団の一員として初出場したが、シングルスは2回戦敗退、ダブルスは1回戦敗退に終わり、単複ともクロアチアのゴラン・イワニセビッチに敗れた。
ハーフースのダブルス初優勝は1990年11月のクレムリン・カップで、それ以来彼は2002年まで「13年連続」でATPツアーのダブルスに優勝を続け、通算「54勝」を記録した。キャリアの最初期はいろいろな選手とダブルスのペアを組んだが、1993年からハーフースはほとんどの大会で4歳年下のヤッコ・エルティンと組むようになった。1994年からハーフース/エルティン組は世界の頂点を争うコンビになり、全豪オープンと全米オープンで4大大会男子ダブルスの年間2冠を獲得した。2人は全豪オープン決勝でバイロン・ブラック/ジョナサン・スターク組を6-7, 6-3, 6-4, 6-3で破り、4大大会ダブルス初優勝を飾った。全米オープン決勝ではウッディーズを6-3, 7-6で破り、ハーフース/エルティン組と「ウッディーズ」がダブルスでしのぎを削り始める。
1995年、ハーフースとエルティンは全仏オープン男子ダブルス決勝でマグヌス・ラーション/ニクラス・クルティ組を 6-7, 6-4, 6-1 で破り、3個目の4大大会タイトルを獲得した。この年は年頭の1月第2週に、ジャカルタ・オープンで自身唯一のシングルス優勝がある。ハーフースは1996年アトランタ五輪で2度目の五輪出場を果たしたが、シングルスでは1回戦でオーストラリアのマーク・フィリプーシスに敗れ、エルティンとペアを組んだダブルスでも銅メダルを逃した。男子ダブルス準決勝で「ウッディーズ」に2-6, 7-5, 16-18で敗れた2人は、3位決定戦でもドイツのダーヴィト・プリノジル/マルク＝ケビン・ゲルナー組に2-6, 5-7で敗れ、オランダ代表としての五輪銅メダルを逃してしまう。この後、2人は1996年全米オープンと1997年ウィンブルドン選手権男子ダブルス決勝でも「ウッディーズ」に敗れる。ウィンブルドン選手権決勝は、2人には初舞台であったが、この時は1993年からウィンブルドンの男子ダブルス連続優勝記録を続けていた「ウッディーズ」の5連覇を阻止できなかった。
1998年、ハーフースとエルティンはダブルスでツアー年間「9勝」を獲得し、全仏オープンとウィンブルドン選手権で4大大会男子ダブルス2連勝を成し遂げた。年頭の全豪オープンだけはハーフースが出場できなかったため、エルティンはヨナス・ビョルクマンとペアを組んでいる。全仏オープンでは、ハーフースとエルティンはダニエル・ネスター/マーク・ノールズ組を6-3, 3-6, 6-3で破り、3年ぶり2度目の優勝を果たす。そしてついに、2人はウィンブルドン男子ダブルスで初優勝を飾り、男子テニス史上4組目の「キャリア・グランドスラム」を達成した。ハーフースとエルティンは、2年連続2度目のウィンブルドン決勝で「ウッディーズ」を2-6, 6-4, 7-6, 5-7, 10-8で破り、4時間5分の激戦の末に「ウッディーズ」の6連覇を阻止した。ところが、2人は全米オープンに出場できなくなる。年末の男子ツアー最終戦ATPツアー選手権で、2人は全仏決勝で破ったダニエル・ネスター/マーク・ノールズ組を6-4, 6-2, 7-5で破り、5年ぶり2度目の最終戦優勝を飾った。ヤッコ・エルティンは1998年のシーズンを最後に、28歳で現役を引退した。
長年息を合わせてきたエルティンを突然失ったハーフースは、1999年以後はパートナー探しに苦心の年月が続いた。1999年のシーズンを最後に、ハーフースはATPツアーのシングルスから撤退し、2000年以後はダブルスのみに活動を絞るようになった。エルティンの引退後、ハーフースのダブルス年間優勝数は少なくなったが、一連の偉業から4年後、2002年全仏オープン男子ダブルスでエフゲニー・カフェルニコフと組んで優勝した。ハーフースとカフェルニコフは、準々決勝でトッド・ウッドブリッジ/ヨナス・ビョルクマン組、準決勝でマヘシュ・ブパシ/マックス・ミルヌイ組といった強豪ペアを連破し、決勝では1998年の全仏決勝と同じダニエル・ネスター/マーク・ノールズ組を7-5, 6-4で破った。36歳を迎えたハーフースは、現役最後の優勝を4大大会の舞台で飾ったのである。パートナーのカフェルニコフにとっても、全仏ダブルス優勝は1997年以来5年ぶり3度目であった。2人は2003年全仏オープンで2年連続の男子ダブルス決勝に進出したが、最後の決勝戦ではブライアン兄弟に6-7, 3-6で敗れ、大会2連覇を逃した。続くウィンブルドン選手権で、ハーフースとカフェルニコフはトッド・ウッドブリッジ/ヨナス・ビョルクマン組との3回戦で不戦敗に終わった。ハーフースはこのウィンブルドンを最後に、男子テニスツアーから引退した。
デビスカップにはさらに2度、デビスカップ2004とデビスカップ2005のダブルス戦に1試合ずつ出場し、デビスカップ通算「31勝18敗 (シングルス15勝8敗、ダブルス16勝10敗)」の戦績と「16年連続出場」のチーム最長記録を残した。デビスカップ2005ワールドグループ準々決勝でオランダはスロバキアに1勝4敗で敗れ、第3試合のダブルス戦がハーフースの最後の試合になった。
ポール・ハーフースは日本のトーナメントでも、1992年から1995年まで毎年10月のセイコー・スーパー・テニスに出場した。彼の初来日は1992年4月のジャパン・オープン・テニス選手権であったが、春のジャパン・オープン出場はこの1度だけである。セイコー・スーパー・テニス (ATPでは"Tokyo Indoors") では、シングルスで1993年にイワン・レンドルとの準決勝に進み、ダブルスで1995年にエルティンと組んで優勝した。セイコー・スーパー・テニスはスポンサー撤退のため1995年の大会が最後となり、ハーフースとエルティンは“最後のダブルス優勝者”として日本にも名前を残した。

## 4大大会ダブルス優勝
- 全豪オープン：1勝（1994年）
- 全仏オープン：3勝（1995年、1998年／2002年）　［準優勝2度：2000年、2003年］
- ウィンブルドン：1勝（1998年）　［準優勝3度：1997年、1999年、2000年］
- 全米オープン：1勝（1994年）　［準優勝1度：1996年］

### 男子ダブルスの4冠達成ペア
- フランク・セッジマン/ケン・マグレガー　（ともにオーストラリア、1951年に唯一の「年間グランドスラム」）
- ケン・ローズウォール/ルー・ホード　（ともにオーストラリア、1953年 → 1956年）
- ロイ・エマーソン/ニール・フレーザー　（ともにオーストラリア、1959年 → 1962年）
- ジョン・ニューカム/トニー・ローチ　（ともにオーストラリア、1965年 → 1967年）
- マーク・ウッドフォード/トッド・ウッドブリッジ　（ともにオーストラリア、1992年 → 2000年）
- ヤッコ・エルティン/ポール・ハーフース　（ともにオランダ、1994年 → 1998年）
- ボブ・ブライアン/マイク・ブライアン　（ともにアメリカ合衆国、2003年 → 2006年）